# Rachel Whitereadová
Rachel Whitereadová (nepřechýleně Rachel Whiteread, * 20. dubna 1963 Ilford) je anglická umělkyně, která vytváří objekty, sochy, instalace, smíšená média a kresby.
Proslavily ji především sochy určené pro veřejný prostor, které vytvořila technikou odlévání. Odlévá prostory uvnitř předmětů a kolem nich – ať už jsou to vany nebo matrace, architektonické prvky, jako jsou dveře, podlahy a okna, nebo dokonce celé budovy – a používá materiály, jako je pryskyřice, guma, beton a omítka, aby zachovaly každý povrchový detail. Výsledné sochy jsou pozoruhodně věrné svým výchozím formám, ale také podivně cizí v tom, že představují inverzi původního objektu a vyžadují neustálé přeorientování vnímání. Práce není mechanickým odlitkem objektu, ale prázdného prostoru uvnitř nebo pod objektem. Vytváří negativní prostor, který existoval, ale už neexistuje. Uchovává historii místa, to, co by jinak bylo ztraceno. Mezi její nejznámější díla patří Dům (House), velký betonový odlitek vnitřku celého viktoriánského domu; Památník holocaustu na Židovském náměstí ve Vídni, připomínající police knihovny se stránkami obrácenými ven a Památník bez názvu (Untitled Monument), odlitek podstavce v průhledné pryskyřici umístěný vzhůru nohama na originál prázdného čtvrtého podstavce na londýnském Trafalgarském náměstí.
Byla první ženou, která vyhrála Turnerovu cenu v roce 1993. V roce 2006 byla za zásluhy o umění jmenována komandérkou Řádu britského impéria (CBE) a v roce 2019 rytířkou Řádu britského impéria (DBE) s právem používat titul Dame.

## Život
Rachel Whitereadová se narodila v roce 1963 v Ilfordu v Essexu jako třetí dítě po svých sestrách, dvojčatech. Otec byl učitelem a dlouholetým přívržencem labouristické strany, matka umělkyně. Rachel chtěla být umělkyní jako matka. Když jí bylo sedm let, rodina se přestěhovala do Londýna, kde vedli dům plný politiky a umění. S matkou chodili po muzeích a galeriích, jejím prostřednictvím se seznámili s lidmi kolem Institutu současného umění (ICA). V letech 1982–1985 studovala malbu na Polytechnické škole v Brightonu, ale více ji zajímalo sochařství. Ve druhém ročníku tam absolvovala workshop o odlévání, který vedl sochař Richard Wilson, což mělo význam pro její pozdější kariéru. Další dva roky studovala sochařství na londýnské škole výtvarných umění (Slade) u Phylidy Barlowové.  Po ukončení studia si pronajala prostor pro ateliér v rámci programu britské konzervativní vlády Enterprise Allowance Scheme, který poskytoval zaručený příjem ve výši 40 liber týdně nezaměstnaným lidem, kteří si založili vlastní podnik. Po dobu pěti let svůj příjem doplňovala výukou. 
První samostatnou výstavu měla v roce 1988 v Carlisle Gallery v Islingtonu. Představila své čtyři odlévané sochy: Skříň (Closet), Plášť (Mantle), Mělký dech (Shallow Breath) a Torzo, evokující vzpomínky na dětství.  Všechna díla se prodala a umožnila jí požádat o granty na získání finančních prostředků na větší sochy. V roce 1990 dokončila své průlomové dílo Duch (Ghost), sádrový odlitek vnitřku obývacího pokoje viktoriánského domu v severním Londýně. Poprvé bylo vystaveno v neziskové galerii Chisenhale. Koupil je Charles Saatchi a v roce 1992 je zařadil k dalším dílům Whitereadové na její první výstavě skupiny Young British Artists (YBA).‎ V letech 1992 a 1993 Whitereadová pobývala v Berlíně na základě stipendia z uměleckého programu německých univerzit DAAD. Vytvořila tam Untitled (Room), vnitřní odlitek místnosti, kterou si sama postavila i s tapetami, okny a dveřmi. Po návratu do Londýna dokončila v říjnu 1993 jedno ze svých nejznámějších děl, vnitřní odlitek viktoriánského poschoďového domu určeného k demolici. Zakonzervovala jeho vnitřní atmosféru, čímž vytvořila obrovskou protestní veřejnou sochu – pomník s důrazem na obyčejné věci, jež nás obklopují a spoluvytvářejí náš život a paměť. Dílo bylo přijato rozporuplně. Whitereadová tím vyvolala mimořádně živou diskusi o otázkách, co je ještě vůbec umění a co je vlastně socha v současném pojetí. Whitereadová jako první žena vyhrála Turnerovu cenu pro nejlepšího mladého britského umělce za rok 1993 a současně jí byla udělena cena Nadace K pro nejhoršího britského umělce. Odměnu, která byla s touto cenou spojena, Whitereadová věnovala na charitu pro bezdomovce a granty pro mladé umělce.
Na výstavě moderního umění Sensation v roce 1997, která po Londýně byla k vidění i v Německu a USA, Whitereadová vystavila Untitled (One Hundred Spaces), sérii pryskyřičných odlitků prostoru pod židlemi. V roce 1997 reprezentovala Velkou Británii na Bienále v Benátkách. 
V roce 1995 byla ve Vídni vypsána mezinárodní soutěž na projekt nového památníku židovským obětem holocaustu a návrh Rachel Whitereadové byl jednomyslně vybrán mezinárodní porotou z deseti umělců. Byl dokončen v roce 2000 po pěti letech, které provázely mnohé politicky motivované obstrukce. V roce 1998 vytvořila v New Yorku Vodárenskou věž. Fyzická náročnost a mnohdy i politické intriky spojené s instalací velkých veřejných zakázek vedly k tomu, že v roce 2005, po dokončení Nábřeží pro Turbine Hall v Tate Modern ukončila provoz svých dvou ateliérů (sochařského a malířského) a propustila většinu svých zaměstnanců. Sama řekla: „Stala jsem se spíše producentem své vlastní práce, než abych ji sama vytvářela. Chtěla jsem se vrátit k základům.“ 
Rachel Whiteradová po roce 2010 vytvořila to, čemu říká „plaché sochy“ – verzi chatrče Nissen v lese v Yorkshiru, chatky v Mohavské poušti, loděnici na norském fjordu, kůlnu na Governors Island v New Yorku. Tyto odlitky jsou osamocené objekty, stojící v přírodě stranou od rušných míst a zažít je vyžaduje od diváka hledání a zamyšlení. Po třiceti letech se odklonila od metody odlitků a začala tvořit sochy z odpadového materiálu (plechovky, plastové láhve), z recyklovaného dřeva, kousků mřížoví, pletiva a kovu, starých prken a pokroucených větví. Tyto nalezené předměty začleňovala i do svých trojrozměrných obrazů.  Více se zaměřila na kreslení a výrobu soch z papírové hmoty. Pro zvláštní vydání knihy, která doprovázela newyorské provedení hry Colma Tóibína Testament v roce 2018, vytvořila deset unikátních fotografií.
U příležitosti Olympijských her v Londýně v roce 2012 byla pověřena, aby zaplnila prázdný prostor na fasádě Whitechapel Gallery. Byla to její první stálá veřejná zakázka ve Spojeném království.
Výstava s názvem Detached (Osamocený), uspořádaná roku 2013 v galerii Gagosian v Londýně, představila odlitky prázdných interiérů zahradních domků a nové série odlitků dveří a oken v jemných odstínech růže, nilské vody nebo ocelové pryskyřice, drobné odlitky různých předmětů a také její práce na papíře.  V roce 2021se v této galerii konala výstava Internal Objects, na které byly instalovány chatrče Poltergeist a Doppelgänger. 
Měla samostatné výstavy mimo jiné v Kunsthalle Basileji, Reina Sofia v Madridu, Serpentine Gallery v Londýně a Guggenheimově galerii v Berlíně. Její díla jsou trvale vystavena v několika prestižních sbírkách po celém světě, včetně Muzea moderního umění v New Yorku, Národní galerii ve Washingtonu, Muzeu současného umění v Eindhovenu, Tate galerii v Londýně nebo Centre Pompidou v Paříži. Velká retrospektivní výstava uspořádaná v galerii Tate Britain v roce 2017 v následujících dvou letech cestovala po světě (Rakousko, Spojené státy). 
V roce 2018 byla na velvyslanectví Spojených států v Nine Elms v Londýně odhaleno její dílo Flat pack house (2013–15), odlitek částí průměrného předměstského amerického domu z roku 1950, uspořádaných jako samostatné geometrické roviny na zdi.  
V padesáti letech jí byla diagnostikována bipolární porucha, několikrát byla hospitalizována. Žije a pracuje v Londýně s dlouholetým partnerem a kolegou, sochařem Marcusem Taylorem. Mají dva syny. Dlouho bydleli v bývalé synagoze v Bethnal Green ve čtvrti Shoreditch, v roce 2015 se přestěhovali do domu poblíž Hampstead Heath. Ateliér má ve čtvrti Camden Town v severním Londýně.   

## Dílo (výběr)
- Skříň (Closet, 1988) – sádrový odlitek vnitřního prostoru šatní skříně pokrytý černou plstí. Inspirací byly vzpomínky na dětství, kdy se schovávala v temné skříni. [12]
- Plášť (Mantl, 1988) – vnitřní prostor toaletního stolku se zásuvkami
- Mělký dech (Shallow Breath, 1988) – prostor pod postelí připomínající matraci se stopami váhy lidského těla socha, vznikla několik měsíců po smrti jejího otce [13]
- Torzo (Torso, 1987) – sádrový odlitek vnitřního objemu zahřívací láhve [14]
- Duch (Ghost, 1990) – sádrový odlitek vnitřku viktoriánského obývacího pokoje domu v severním Londýně. Vznikl během tří měsíců v opuštěném domě, který byl určen k demolici. Vnitřní zdi pokoje včetně stropu obložila bedněním pravidelných tvarů, které vyplnila silnou vrstvou sádry. Po zaschnutí sundala jednotlivé kusy ze zdí a znovu je sestavila na ocelovém rámu. Odlitek zachytil detaily zdí, oken, krbu, dveří. Při odstraňování sádrové plísně se jí podařilo také odhalit stopy po lidském používání (škrábance, čáry a šmouhy, kousky tapet), které dávají abstraktním geometriím emocionální nádech. Instalace předkládá divákovi pohled na spojení a kontrasty mezi interiérovým a exteriérovým prostorem. Dílo získala Národní galerie ve Washingtonu na podzim roku 2004.[15]
- Dům (House, 1993) – betonový odlitek vnitřního prostoru viktoriánského řadového domu, který umístila na místo ve východním Londýně, kde stály původní domy, které byly z rozhodnutí městské rady zbořeny, aby mohla vzniknout stavba nového finančního centra. Sochařka odmítla nabídky na přestěhování svého díla na jiné místo. Radní městského obvodu Tower Hamlets nechali toto dílo v lednu 1994 strhnout.
- Untitled (One Hundred Spaces, 1995) – sto kusů objektů, vzniklých odlitím místa, které vymezuje každá židle ve své spodní části a jíž téměř nikdy nevěnujeme žádný zájem, ale která je stabilizujícím prvkem konstrukce každé židle, ať již sama o sobě má rozličnou formu a design. Jsou odlité do průsvitné pryskyřice, probarvené jemnými pastelovými tóny.[16]
- Vodárenská věž (Water Tower, 1998) – průsvitný pryskyřičný odlitek vodárenské věže instalované na střeše v newyorské čtvrti SoHo. Objekt, který mění barvu s oblohou, oslavuje jeden z nejosobitějších a nejpůvabnějších rysů panoramatu New Yorku. Dílo je nyní ve stálé sbírce Muzea moderního umění (MoMA).[17]
- Památník holocaustu, známý také jako Bezejmenná knihovna (Holocaust Monument, známý také jako Nameless Library, 2000) – Simon Wiesenthal navrhl myšlenku nového památníku starostovi Vídně s podmínkou, že tento památník nemůže být obrazný a musí reprezentovat všech 65 000 rakouských obětí holokaustu a táborů, ve kterých byly popraveny. Bylo určeno místo, že bude stát na Židovském náměstí (Judenplatz), kde býval střed středověkého vídeňského ghetta. Památník tvoří ocelová a betonová konstrukce se základnou o rozměrech 10 x 7 metrů a výškou 3,8 metru.  Vnější plochy připomínají police s knihami, jejichž hřbety směřují dovnitř. Název knih zůstává neznámý a stejně tak jejich obsah. Dvojdílné dveře nemají panty ani kliky, naznačují možnost přicházet a odcházet, ale nedají se otevřít. Památník zanechává v divákovi pocit ztráty a nepřítomnosti. Na betonové podlaze před zamčenými dvojitými dveřmi je text v němčině, hebrejštině a angličtině, který poukazuje na zločin holocaustu a odhadovaný počet rakouských obětí. Uprostřed je Davidova hvězda. Na soklu na obou stranách a zadní straně památníku jsou vyryta jména táborů, kde byli rakouští Židé zavražděni během nacistické vlády.
- Bezejmenný monument ( Untitled Monument, 2001) – 11tunový pryskyřičný odlitek prázdného soklu, který stojí na Trafalgarském náměstí v Londýně. Byl na něm umístěný obráceně a vytvářel jakýsi zrcadlový obraz originálního podstavce. [18]
- Nábřeží (Embankment, 2005) – vzniklo na objednávku pro obrovskou turbínovou halu galerie Tate Modern. Skládá se z asi 14 000 průsvitných bílých polyethylenových odlitků krabic spojených lepidlem do různě vysokých útvarů. Bylo inspirováno zážitkem při prohlížení krabic po matčině smrti. Divák procházející mezi uličkami si může připadat jako v bludišti, při pohledu shora působí instalace jako skladiště. Dílo vyvolalo značně rozporné reakce v dobovém tisku. [19]
- Loděnice v Gran (Gran Boathouse, 2010)[20] – betonový odlitek interiéru staré loděnice v obci Gran u fjordu Randsfjorden v Norsku. Socha představuje historii místa, uchovává to, co by jinak bylo ztraceno.[21]
- vlys na fasádě Whitechapel Gallery, 2012 – Každá z věží galerie má Strom života – motiv umění a řemesel symbolizující společenskou obnovu prostřednictvím umění, se zlacenými bronzovými listy a větvemi. Čtyři odlitky oken připomínají dřívější architektonické zásahy. [22]
- Bouda (Cabin, 2016) – betonový reverzní odlitek dřevěné kůlny. Od roku 2016 se nachází na Discovery Hill na Governors Island v Newyorském přístavu. Melancholická, tichá práce, která má výhled přímo na místo, kde stála slavná Dvojčata, zničená při teroristickém útoku v roce 2011. [23]
- Poltergheist a Doppelgänger – dvě zničené chatrče natřené na bílo tvoří kontrast. Vypadají jako budovy, které poznamenala nějaká přírodní katastrofa – hurikán nebo povodeň. Na rozdíl od dřívějších děl v sobě nesou určitou divokost a zneklidnění. [24]

## Galerie

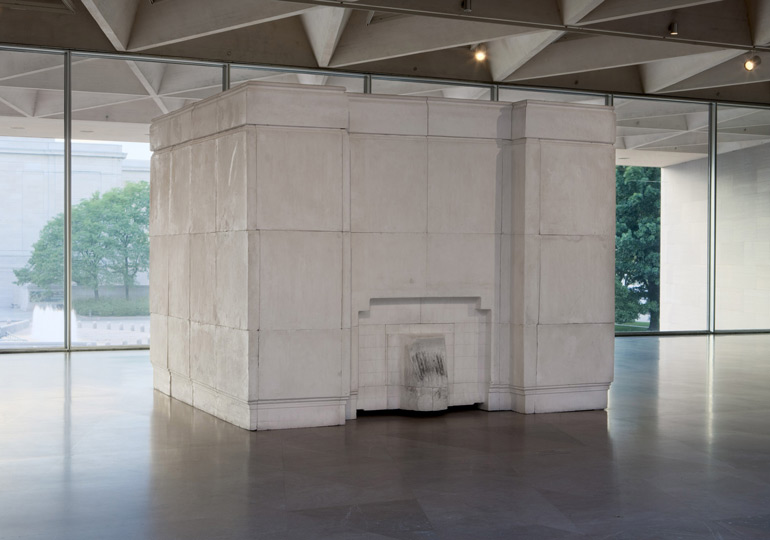
Duch, Národní galerie ve Washingtonu
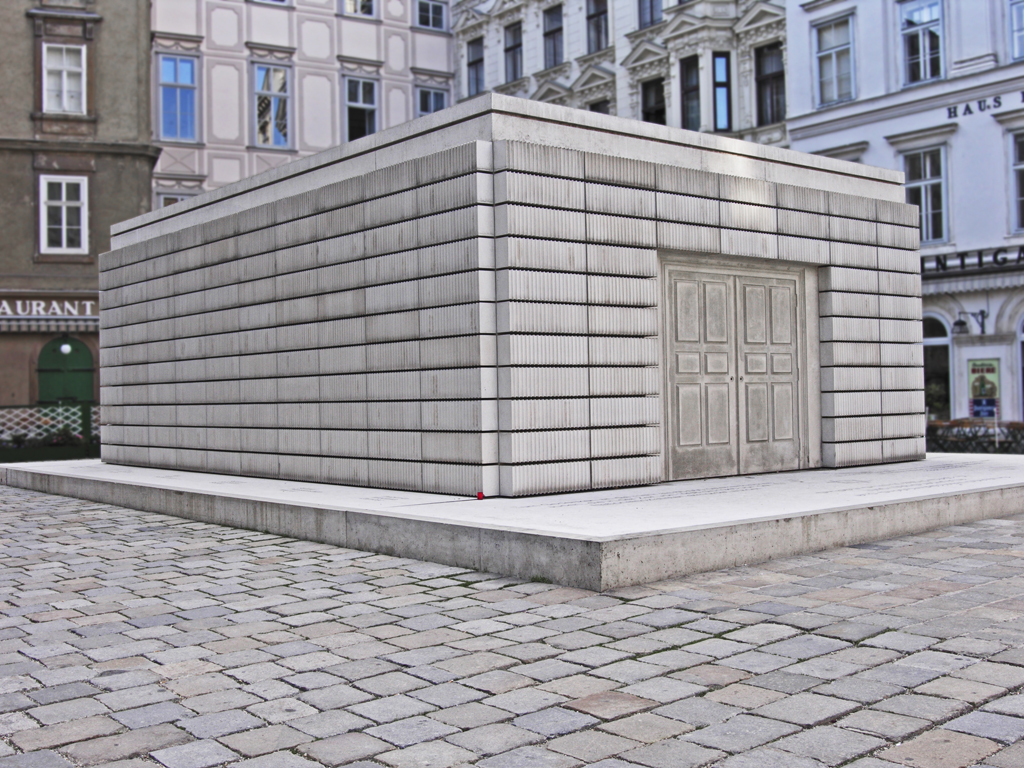
Památník holokaustu ve Vídni
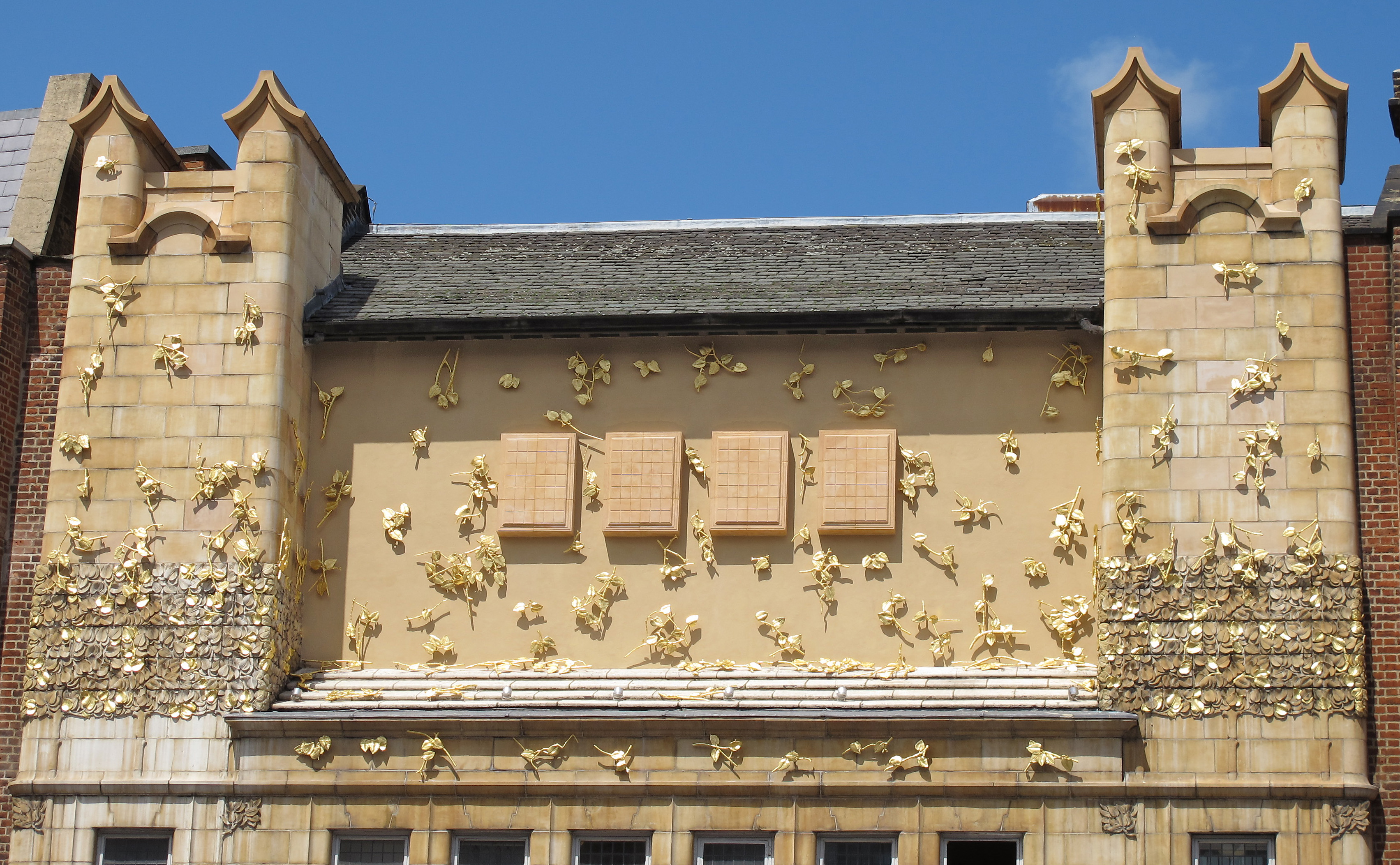
fasáda galerie Whitechapel v Londýně
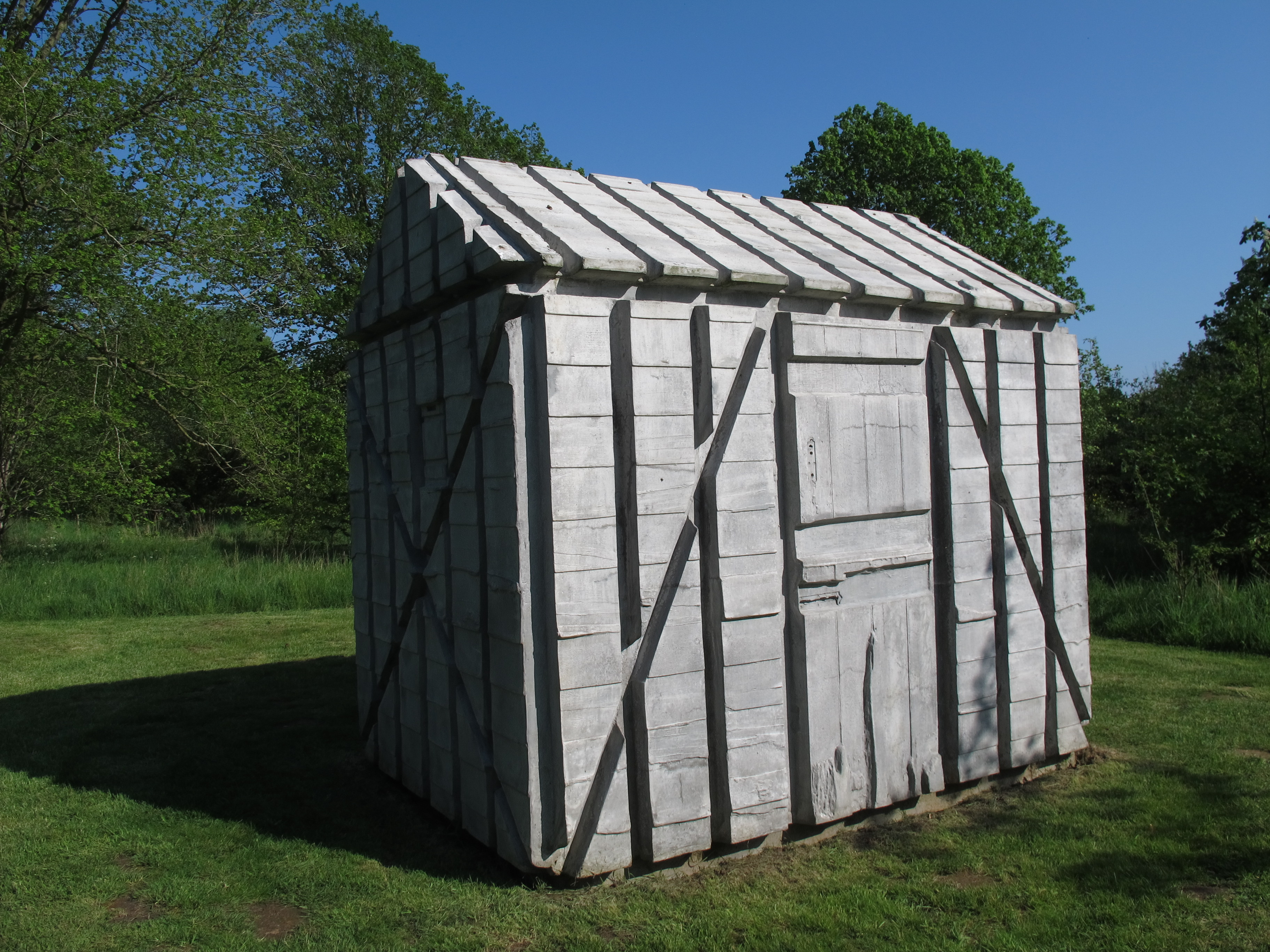
Houghton Hut na Hougton Hall v Norfolku, Anglie
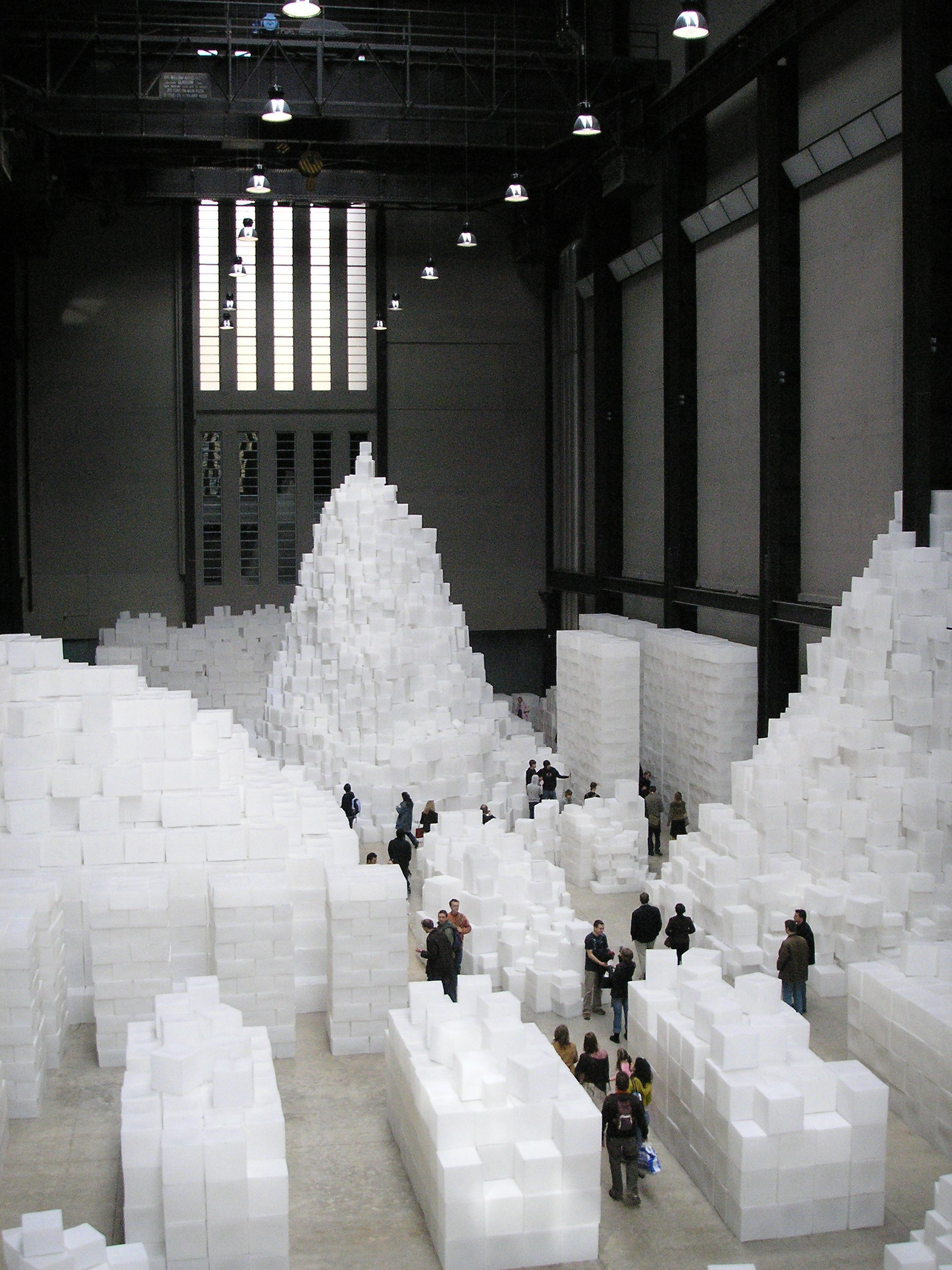
Nábřeží, instalace v galerii Tate Modern